# Nothrus undulatus
Nothrus undulatus är en kvalsterart som beskrevs av Hirauchi och Aoki 2003. Nothrus undulatus ingår i släktet Nothrus och familjen Nothridae. Inga underarter finns listade i Catalogue of Life.